# Francisco Javier Montero Rubio
Francisco Javier Montero Rubio (Sevilla, 14 de enero de 1999), conocido como Javi Montero, es un futbolista español que juega de defensa en el Málaga C. F. de la Segunda División de España.

## Trayectoria
De padre sevillano y madre extremeña (oriunda de Bienvenida, Badajoz), Francisco Javier Montero Rubio nació en Sevilla, Andalucía. En 2014, a la edad de quince años, se une al Cadete A del Atlético de Madrid, procedente del A. D. Nervión de su ciudad natal. En verano de 2018, después de acabar su etapa juvenil, fue llamado al primer equipo por el entrenador Diego Simeone para realizar la pretemporada con el primer equipo, jugando con gafas protectoras debido a una lesión en el ojo que sufrió en 2017.
Debutó con el Club Atlético de Madrid "B" en Segunda División B el 23 de septiembre de 2018 en la victoria ante la C. D. A. Navalcarnero por cuatro goles a dos. Su debut con el primer equipo se produjo el 30 de octubre de 2018, jugando los 90 minutos completos frente a la U. E. Sant Andreu en la Copa del Rey. Debutó en Primera División con el Atlético de Madrid el 10 de noviembre de 2018, en un encuentro frente al Athletic Club, en el que jugó 56 minutos en la victoria por tres goles a dos.
Durante la temporada 2019-20 fue cedido al Deportivo de La Coruña que, tras jugar 30 partidos, no pudo ayudar al conjunto gallego a mantener la categoría en Segunda División.
El 2 de septiembre de 2020 fue cedido al Beşiktaş J. K. de la Superliga de Turquía. Un año después regresó al conjunto otomano después de haber llegado a un acuerdo con el Atlético de Madrid para su traspaso.
Llegó a disputar un total de 46 partidos en el equipo de Estambul antes de ser prestado en enero de 2023 al Hamburgo S. V. para lo que quedaba de temporada. La siguiente fue nuevamente cedido, siendo esta vez el F. C. Arouca su destino. Tras esta segunda cesión, en agosto de 2024, llegó a un acuerdo para rescindir su contrato con el club turco y volvió a España para jugar en el Real Racing Club de Santander hasta 2026. Un año antes, y tras haber jugado en 25 encuentros durante la temporada anterior, se marchó al Málaga C. F., equipo con el que firmó por una campaña más otra opcional.

## Estadísticas

### Clubes
Actualizado al último partido disputado el 22 de febrero de 2025.
| Club                                  | Div.          | Temporada     | Liga  | Liga  | Copas nacionales | Copas nacionales | Copas internacionales | Copas internacionales | Total | Total |
| Club                                  | Div.          | Temporada     | Part. | Goles | Part.            | Goles            | Part.                 | Goles                 | Part. | Goles |
| ------------------------------------- | ------------- | ------------- | ----- | ----- | ---------------- | ---------------- | --------------------- | --------------------- | ----- | ----- |
| Atletico de Madrid "B" · España       | 2.ª B         | 2018-19       | 19    | 0     | —                | —                | —                     | —                     | 19    | 0     |
| Atletico de Madrid "B" · España       | Total club    | Total club    | 19    | 0     | 0                | 0                | 0                     | 0                     | 19    | 0     |
| Atletico de Madrid · España           | 1.ª           | 2018-19       | 9     | 0     | 3                | 0                | 2                     | 0                     | 14    | 0     |
| Atletico de Madrid · España           | Total club    | Total club    | 9     | 0     | 3                | 0                | 2                     | 0                     | 14    | 0     |
| R. C. Deportivo de La Coruña · España | 2.ª           | 2019-20       | 30    | 0     | 1                | 0                | —                     | —                     | 31    | 0     |
| R. C. Deportivo de La Coruña · España | Total club    | Total club    | 30    | 0     | 1                | 0                | 0                     | 0                     | 31    | 0     |
| Beşiktaş J. K. Turquía                | 1.ª           | 2020-21       | 13    | 0     | 3                | 0                | 1                     | 0                     | 17    | 0     |
| Beşiktaş J. K. Turquía                | 1.ª           | 2021-22       | 17    | 1     | 4                | 0                | 4                     | 1                     | 25    | 2     |
| Beşiktaş J. K. Turquía                | 1.ª           | 2022-23       | 3     | 0     | 1                | 0                | —                     | —                     | 4     | 0     |
| Beşiktaş J. K. Turquía                | Total club    | Total club    | 33    | 1     | 8                | 0                | 5                     | 1                     | 46    | 2     |
| Hamburgo S. V. · Alemania             | 2.ª           | 2022-23       | 5     | 0     | —                | —                | —                     | —                     | 5     | 0     |
| Hamburgo S. V. · Alemania             | Total club    | Total club    | 5     | 0     | 0                | 0                | 0                     | 0                     | 5     | 0     |
| F. C. Arouca Portugal                 | 1.ª           | 2023-24       | 29    | 1     | 5                | 0                | —                     | —                     | 34    | 1     |
| F. C. Arouca Portugal                 | Total club    | Total club    | 29    | 1     | 5                | 0                | 0                     | 0                     | 34    | 1     |
| Racing de Santander · España          | 2.ª           | 2024-25       | 25    | 1     | 0                | 0                | —                     | —                     | 25    | 1     |
| Racing de Santander · España          | Total club    | Total club    | 25    | 1     | 0                | 0                | 0                     | 0                     | 25    | 1     |
| Málaga C. F. · España                 | 2.ª           | 2025-26       | 0     | 0     | 0                | 0                | —                     | —                     | 0     | 0     |
| Málaga C. F. · España                 | Total club    | Total club    | 0     | 0     | 0                | 0                | 0                     | 0                     | 0     | 0     |
| Total carrera                         | Total carrera | Total carrera | 150   | 3     | 17               | 0                | 7                     | 1                     | 174   | 4     |
| 1. 2. 3.                              |               |               |       |       |                  |                  |                       |                       |       |       |

### Selecciones
Actualizado al último partido jugado el 10 de octubre de 2019.
| Selección       | Temporada     | Europeo | Europeo | Europeo | Mundial | Mundial | Mundial | Amistosos | Amistosos | Amistosos | Total | Total | Total  |
| Selección       | Temporada     | Part.   | Goles   | Asist.  | Part.   | Goles   | Asist.  | Part.     | Goles     | Asist.    | Part. | Goles | Asist. |
| --------------- | ------------- | ------- | ------- | ------- | ------- | ------- | ------- | --------- | --------- | --------- | ----- | ----- | ------ |
| Sub-21 · España | 2019          | —       | —       | —       | —       | —       | —       | 1         | 0         | 0         | 1     | 0     | 0      |
| Sub-21 · España | Total         | 0       | 0       | 0       | 0       | 0       | 0       | 1         | 0         | 0         | 1     | 0     | 0      |
| Total carrera   | Total carrera | 0       | 0       | 0       | 0       | 0       | 0       | 1         | 0         | 0         | 1     | 0     | 0      |

### Resumen estadístico
Actualizado al último partido disputado el 22 de febrero de 2025.
| Competición           | Partidos | Goles | Asistencias |
| --------------------- | -------- | ----- | ----------- |
| Liga                  | 150      | 3     | 5           |
| Copas nacionales      | 17       | 0     | 0           |
| Copas internacionales | 7        | 1     | 0           |
| Selección de España   | 1        | 0     | 0           |
| Total                 | 175      | 4     | 5           |

## Palmarés

### Títulos nacionales
| Título               | Club           | País    | Año  |
| -------------------- | -------------- | ------- | ---- |
| Superliga de Turquía | Beşiktaş J. K. | Turquía | 2021 |
| Copa de Turquía      | Beşiktaş J. K. | Turquía | 2021 |
| Supercopa de Turquía | Beşiktaş J. K. | Turquía | 2021 |